# Meßstetten
Meßstetten település Németországban, azon belül Baden-Württembergben. Lakosainak száma 11 086 fő (2023. december 31.). Meßstetten Balingen, Nusplingen, Obernheim, Hausen am Tann, Albstadt, Stetten am kalten Markt és Schwenningen községekkel határos.

## Népesség
A település népessége az elmúlt években az alábbi módon változott:
| Lakosok száma | 9173 | 10 563 | 10 653 | 10 766 | 11 560 | 11 086 |
|               | 1975 | 2017   | 2019   | 2021   | 2022   | 2023   |